# Jobinia grandis
Jobinia grandis là một loài thực vật có hoa trong họ La bố ma. Loài này được (Hand.-Mazz.) D. Goes & Fontella mô tả khoa học đầu tiên năm 2007.